# Дзораглух
Дзораглух (арм. Ձորագլուխ) — село в Арагацотнской области Армении.

## География
Село расположено в северо-восточной части марза, на расстоянии 39 километров к северо-востоку от города Аштарак, административного центра области. Абсолютная высота — 2025 метров над уровнем моря.
Климат
Климат характеризуется как умеренно холодный, влажный (Dfb в классификации климатов Кёппена).

## Население
| Год переписи | Население          | Население          | Население          | Население            | Население            | Население            |
| Год переписи | Наличное население | Наличное население | Наличное население | Постоянное население | Постоянное население | Постоянное население |
| Год переписи | Всего              | Мужчины            | Женщины            | Всего                | Мужчины              | Женщины              |
| ------------ | ------------------ | ------------------ | ------------------ | -------------------- | -------------------- | -------------------- |
| 2001         | 379                | 192                | 187                | 366                  | 184                  | 182                  |
| 2011         | 285                | 148                | 137                | 305                  | 162                  | 143                  |